# 나에촌
나에촌(苗村)은 시가현 가모군에 있던 촌이다. 현재의 류오정 동단에 해당한다.

## 역사
- 1889년 4월 1일 - 정촌제 시행에 의해 10촌의 구역을 가지고 성립하였다.
- 1955년 4월 29일 - 가가미야마촌과 합병해 류오정이 성립하여, 동일 나에촌은 폐지되었다.

## 참고문헌
- 角川日本地名大辞典 25 滋賀県